# Стенлі (Тасманія)
Стенлі (англ. Stanley) — місто на північно-західному узбережжі Тасманії, Австралія. Відповідно до перепису 2006 року населення Стенлі становило 458.

## Історія

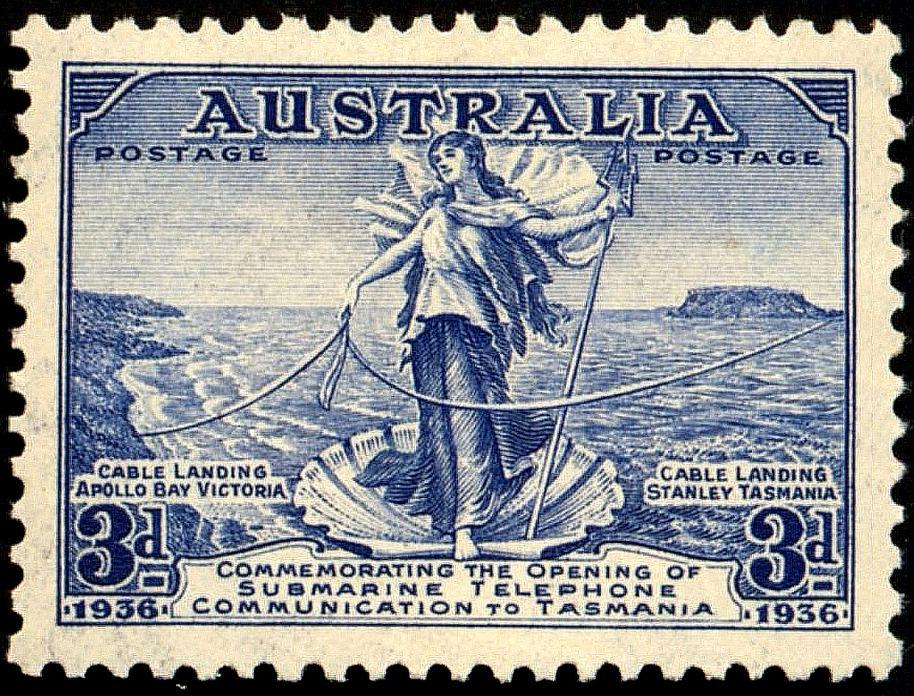
Зображення краєвидів Стенлі на поштових марках

У жовтні 1826 року на землях у районі розташування Стенлі оселились службовці однієї з англійських компаній.
Назва міста походить від імені Едварда Стенлі Сміта, 14-го Графа Дербі, британського міністра оборони та колоній у 1830-их і 1840-их, а пізніше Прем'єр-міністром.
Порт у Стенлі почав роботу 1827, а перша школа з'явилась у 1841. Поштове відділення відкрилось 1 липня 1845
1880 року з'явився перший автобусний маршрут між Стенлі та Барні.
1936 завдяки підводним комунікаціям від затоки Аполлона було забезпечено перший телефонний і телеграфний зв'язок з Тасманією.

## Місто сьогодні
У наші дні Стенлі є туристичним центром і головним рибальським портом на північно-західному узбережжі Тасманії.

## Відомі особистості
У Стенлі народились:
- Джозеф Лайонс — десятий Прем'єр-міністр Австралії.
- Джеймс Хамлін Вілліс — австралійський ботанік.
- Білл Моллісон — засновник перманентної течії.